# Ring Ring (dal)
A Ring Ring című dal a svéd ABBA 1973-ban megjelent kislemeze, melyet Benny Andersson és Björn Ulvaeus írt. A dal eredetileg svéd nyelven íródott Ring Ring (Bara Du Slog En Signal) címmel, de világszerte angol dalszöveggel lett ismert és hozta meg a nemzetközi áttörést az ABBA együttes számára. Az angol nyelvű fordításban Neil Sedaka és Phil Cody segédkeztek. Az eredeti változat a svéd slágerlistán az 1. helyig jutott. A dalt német és spanyol nyelven is felvették.

## Története
A "People Need Love" című daluk sikerével az együttes (ahogy akkor hívták: Björn&Benny, Agnetha&Frida), valamint a menedzserük, Stig Anderson ráeszméltek a potenciális siker lehetőségére amennyiben a lányok énekhangját ötvözik a fiúk dalszerzői képességével.Ekkor döntöttek úgy, hogy készítenek egy lemezt. Történetesen ez a lemez lett később a Ring Ring (album). Benny, Björn és Stig belekezdtek egy dal kiválasztásába, mellyel az együttes részt vehetett az 1973-as Eurovíziós Dalfesztivál hazai selejtezőjén.
Pár nappal később elkészült a dal az eredeti svéd verziójú Ring Ring dallamával, és a "Klocklat" (Óra ketyegés) címmel. A szöveget Stig Anderson szerezte, kissé populárisabb megközelítéssel, mint az akkori jellegzetes versenydalok. A cél az volt, hogy megváltoztassa az Eurovíziós Dalfesztivál jellegzetes visszafogott, mesterkélt, már-már körülményes hangulatát. A dalt később átnevezték a telefoncsörgés ihlette "Ring Ring"-re.
Annak érdekében, hogy a dal több hallgatóhoz eljusson, nagyobb eséllyel szerepeljen az esetleges nemzetközi versenyen, felkérték az amerikai dalszerző Neil Sedaka-t és szerzőtársát Phil Cody-t, hogy készítsenek angol nyelvű szöveget. 1973. január 10-én a Stockholmi Metronom stúdióban felvették a lemezt. Michael B.Tretow, a stúdió hangmérnöke közreműködött Benny-vel és Björn-nel sok későbbi munkájuk elkészültében. Ő olvasott korábban egy könyvet egy bizonyos Phil Spector nevű zenei producerről, és az ő általa kitalált "Wall of sound" eljárásról (ezzel a technikával a dalok hanganyagát stabilizálni tudták, mely később alkalmassá tette azokat a rádiókban való lejátszásra minőségromlás nélkül), mellyel a '60-as évek óta a sikeres zenészek számait rögzítették. Ugyanakkor míg Spector a technikája kapcsán sok zenész azonos időben, azonos hangszeren történő játszását alkalmazta, addig ez a költségek miatt a Ring Ring album elkészítésénél lehetetlen volt. Megoldásként Tretow azt javasolta, hogy a háttérzenét rögzítsék még egyszer, ezzel elérték az "igazi" zenekari hanghatást.
Később a fesztivál hazai selejtezőjén Björn&Benny, Agnetha&Frida előadták a dalukat, azonban csak harmadik helyen végeztek. Ugyanakkor a skandináv toplistákon a daluk sokkal jobban szerepelt, mint a fesztivál nyertes dal, vagy a második helyezett. Mindössze ekkor döntöttek arról, hogy végleges együttest alkotnak és közös erővel a dalszerzésre fókuszálnak. Országos turnéra indultak, és nem szegte kedvüket a tény, hogy a Ring Ring daluk mindössze harmadik helyezést ért el, készek voltak a következő évi fesztiválon való részvételre, megírták a "Waterloo" című dalt.

## Dalváltozatok
A dalt több változatban is kiadták kislemezen. A svéd változat  B oldalán az Åh, Vilka Tider című dal szerepel, az angol változaton pedig a Rock'N Roll Band című dal kapott helyet. A német kiadás B oldalára a dal német változata került fel, melynek címe: Wer Im Wartesaal Der Liebe Steht. Az 1974-es amerikai kiadásra a Hasta Mañana került fel. A dal dán változatának B oldalára Benny & Björn She's My Kind Of Girl című dala került fel.

## Listás helyezések
| Ország                  | Helyezés                    |
| ----------------------- | --------------------------- |
| Ausztrália              | 92 (1973-ban), 7 (1976-ban) |
| Ausztria                | 2                           |
| Belgium                 | 1                           |
| Egyesült Királyság      | 32                          |
| Hollandia               | 5                           |
| Franciaország           | 82                          |
| Új-Zéland               | 17                          |
| Norvégia                | 2                           |
| Rhodézia                | 12                          |
| Dél-afrikai Köztársaság | 3                           |
| Svédország              | 1 (svéd verzió)             |
| Svédország              | 2 (angol verzió)            |

## Feldolgozások
- Magnus Uggla rock változata 1979-ből
- Tina Arena és John Bowles megjelentette a dalt saját albumán a Tiny Tina And Little John címűn.[8]
- 1978-ban a svéd country csapat a Nashville Train az ABBA Our című albumán jelent meg a dal.[9]
- 1992-ben a Stor nevű alternatív svéd rockbanda a Tribute című válogatás albumán jelentette meg a dalt.[10][11]
- 1999-ben az Angeleyes nevű csapat ABBAdance című albumán is szerepel a dal.[12]
- 2000-ben a The Black Sweden csapat megjelentette a dalt saját ABBA Tribute Gold albumán.[13]
- 2008-ban az ausztrál Audioscam nevű csapat Abbattack című albumára is felkerült a dal. A dalt a csapat hivatalos MySpace oldalán is meg lehet hallgatni.[14]
- 2012-ben a norvég The Dahlmanns csapat is felvette a dalt, mely a Super Hits Of The Seventies című albumán szerepel.[15]

## Fordítás
- Ez a szócikk részben vagy egészben  a   Ring Ring (song) című angol nyelvű Wikipédia-szócikk fordításán alapul.  Az eredeti cikk szerkesztőit annak laptörténete sorolja fel. Ez a jelzés csupán a megfogalmazás eredetét és a szerzői jogokat jelzi, nem szolgál a cikkben szereplő információk forrásmegjelöléseként.